# 박용길
박용길(1919년 10월 24일 ~ 2011년 9월 25일)은 대한민국의 종교인, 정치인, 시민운동가이자 여성운동가, 통일운동가이다. 문익환 목사의 부인으로 신학자로 생활하다가 남편 문익환을 따라 반 박정희 운동에 참여했고, 명동민주구국선언에도 참여했다. 이후 민주화실천가족운동협의회 공동의장, 6․15 남북공동선언실현을 위한 통일연대 공동준비위원장을 맡으며 대한민국의 자주, 민주, 통일운동을 했다. 1995년 6월 김일성 주석 사망 1주기를 맞아 평양을 방문했으며 2000년 10월 노동당 창건 55돌 초청 인사로 방북하기도 했다. 호는 봄길로 남편 문익환의 아호 늦봄에 대응하여 지은 것이다. 영화배우 문성근, 예술가 문호근의 어머니이기도 하다.

## 학력
- 1937년 경기여자고등학교 졸업
- 1940년 요코하마 신학교 졸업

## 생애

### 초기 활동
1919년 10월 24일 황해도 수안군 수안면 수안광산 근처에서 태어났다. 1937년 3월 경기여고를 졸업하고 일본으로 유학, 요코하마 신학교에 입학했다. 1938년 일본 요코하마 신학교에 다닐때 도쿄지역 한국 신학생 모임에서 동경신학교에 다니던 문익환을 만나 1944년 6월 27일에 결혼하였다. 남편 문익환과의 사이에 3남 1녀를 두었다. 1940년 요코하마 신학교를 졸업하고 도쿄 품천교회에 전도사로 활동하기도 했다.
1945년 8월에는 만주 장춘의 신경교회 전도부에서 활동하면서 일제의 탄압을 피해 이주했던 동포들의 무사 귀환을 돕는데 동참했다. 이후 귀국하여 남편 문익환의 신앙, 사회활동을 돕는 한편, 1955년에는 한신대학교회 내 한신부인회 조직과 기독교 여신도 모임인 동서자매회 조직에 참여하였다. 또한 기장군 여신도회 임원으로도 선출되어 활동했다.

### 민주화 운동과 통일 운동

#### 박정희 정권 시절
남편 문익환을 따라 반박정희 운동에 동참했고, 1974년의 민청학련 사태나 1976년 3월의 명동민주구국선언 당시 구속, 수감, 투옥자의 가족들을 위로하고 돌보는 역할을 자임하였다. 또한 양심수가족협의회, 구속자가족협의회를 조직하고 이를 주도하기도 했다. 1975년에는 갈릴리교회 고난을 받는 이들의 모임 조직에 참여했고, 같은 해 한빛교회 장로로 피선되었다.
1976년 문목사가 3.1 민주구국선언에 연루돼 투옥되면서 민주화 운동에 헌신하게 된다. 문목사가 민주화운동의 길에 늦게 들어섰다는 뜻으로 호를 ‘늦봄’으로 짓자, 그 길에 끝까지 동참하겠다는 뜻으로 '봄길'이라는 호를 지었다.

#### 전두환, 노태우 정권 시절
일본어와 영어 등을 유창히 구사했던 그는 1980년에는 5월 김대중 내란 음모 사건 등에 대하여 독재정권과 투쟁하는 한국 운동가들의 상황을 국제사회에 알리고 인도적인 지원을 호소했으며, 구속자 석방, 구명운동을 전개해 나갔다. 1986년 민주화실천가족운동협의회 공동의장을 지냈다. 남편 문익환이 여러번 투옥, 감시를 당했으나 불평불만하지 않고 시부모와 가족들을 부양했으며, 직접 남편의 옥바라지와 가족들의 생계를 책임지기도 했다.
1989년에는 남편 문익환 목사가 방북한 뒤 김일성 주석을 면담하고 학생들을 데리고 남하한 뒤 바로 구속되었다. 이후 발생한 사태 수습과 구속된 학생들의 가족들을 돌보았다. 1992년에는 양심수 석방을 위한 서예전시회에 참여하여 작품을 발표하기도 했다. 1994년 1월 남편 문익환이 지병으로 죽은 뒤에도 통일, 사회운동에 계속 참여하였다. 그 해 통일맞이 칠천만겨레모임 재단 이사장에 피선되어 1997년 11월까지 재직했다. 1994년에는 21세기를 향한 여성의 역할을 위한 모임 조직과 자주평화통일민족회의 상임고문 등으로 활동했다. 그 해 통일맞이 칠천만겨레모임 대표를 역임하였다.

### 방북 사태 논란
1995년 6월 김일성 주석 1주기를 맞아 평양을 방문했다가 정부의 허가 없이 방북한 혐의로 그해 8월 국가보안법 위반 혐의로 체포, 재판에 넘겨졌다. 그러나 그는 재판에 불응하고 버텼다. 이때 대종교총전교인 안호상의 방북사건과 달리 형량이 과중히 부과되어 논란의 여지가 있었다. 구속 수감 도중 당뇨병 외에도 심근경색, 허혈성 심장질환 등을 앓게 되었다. 이때 엠네스티는 그를 양심수로 지목하여 6백여 명의 세계 정재계, 예술계 인사들이 박용길의 사면 탄원서를 대한민국 정부에 제출하기도 했다.
계속 재판이 진행되는 끝에 그는 지병인 당뇨와 허혈성 심장질환 등의 이유로 보석을 신청했으나 이 역시 기각되었다. 결국 그는 4개월간 투옥되었다가 풀려났다. 석방 후 여러 가지 질병으로 요양하다가 1998년 민족화해범국민협의회 상임의장에 선출되었다.

### 생애 후반
2000년 10월에도 노동당 창건 55돌을 맞아 방북했다가 보수세력의 공격을 받기도 했다. 남북화해협력에 기여한 공으로 2005년 10월에 국민훈장 모란장을 받았다. 2005년 6월에는 6.15 공동선언실천 남측위원회가 조직되자 명예대표에 선출되었다. 2007년에는 2007년 남북 열차 시험운행에 특별 승객으로 탑승하기도 했다.
만년까지도 민주화실천가족운동협의회 공동의장과 통일연대 상임고문과 민족화해협력범국민협의회 상임고문으로 활발하게 활동하였다. 2011년 9월 서울특별시 종로구 연건동 서울대학교 병원에 입원했다가 가망이 없어 서울 도봉구 쌍문동의 한일병원으로 옮겼다가 한일병원 병실에서 향년 93세를 일기로 사망했다.

### 사후
사후 장기기증 신념대로 자신의 각막을 기증하였으며 서울대학교 병원 영안실에 빈소를 마련하였다. 한신대학교 신학대학원에서 겨레장으로 장례를 거행, 2011년 9월 28일에 장지인 경기도 남양주시 마석 모란공원에 남편 문익환과 함께 합장되었다.

## 기타 활동

### 신앙 활동
신앙 활동으로는 전도사와 장로를 역임했으며, 기독교 사회운동과 여성운동, 통일운동에 동참하였다. 1937년 일본 요코하마 신학교에 입학하여 1940년 3월에 졸업하고, 이후 도쿄 품천교회 전도사로 활동하였으며, 1945년 8월에는 만주 장춘의 신경교회 전도부에서 활동하였다. 신경교회 전도부에 있을 때는 일제강점기 조선총독부를 피해 이주한 한국인 교포들의 본국 송환 운동에 적극 동참하였다.
신학자로 이승만, 박정희 독재정권에 저항하는 활동에 참여하면서도 신앙 활동은 계속하였다. 1955년에는 한신대학교 교회내 한신부인회 조직에 참여했고, 그밖에 여러 교회 여신도의 모임인 동서자매회에도 참여하였다. 1955년부터 1988년까지는 기장군 여신도회 임원으로 활동하였고, 그밖에 이우정, 이태영 등과 함께 기독교 페미니즘 운동에도 동참했다.
1975년부터 1989년까지는 갈릴리교회 고난을 받는 이들의 모임의 회장으로 모임을 주도했고, 1975년에는 한빛교회의 장로로도 장립되었다.

### 통일단체 운동
1980년대 이후에는 남편 문익환을 따라 통일운동에도 동참한다. 1994년 통일맞이 칠천만겨레모임 재단 이사장과 회장을 지내고 1994년 자주평화통일민족회의 상임고문에 위촉되었다. 1995년 6월 김일성 주석 사망 1주기를 맞아 평양을 방문했으며 2000년 10월 노동당 창건 55돌 초청 인사로 방북하기도 했다. 2005년 6월 6.15 공동선언실천 남측위원회가 조직되자 명예대표에 선출되었다.

## 일화
- 문익환 목사가 11년 3개월 동안 감옥에 갇혀있는 동안 가족들은 난방을 안하고 살았다고 한다. 문목사가 사망한 후 박용길 장로는 집에 ‘통일의 집’ 간판을 붙이고 통일을 위해 헌납했다.[4]
- 방북사태로 구속됐던 문익환이 석방된 직후 얼싸안고 기뻐하는 장면이 클로즈업 되어 화제가 되기도 했다.

## 가족
- 남편 문익환(1918년 6월 1일~1994년 1월 18일) 한국기독교장로회 목사
- 딸 문영금
- 사위 박성수
- 아들 문호근(1946년 11월 17일~2001년 5월 17일) 대한민국의 공연예술가
- 아들 문의근, JP모건 시카고 부사장[5]
- 아들 문성근(1953년 5월 28일~) 대한민국의 영화배우 겸 탤런트·정치인
- 며느리 정은숙, 교육자·성신여대 석좌교수
- 며느리 김성심
- 시동생 문동환(1921년 5월 5일~2019년 3월 9일)

## 같이 보기
- 문익환
- 기독교 페미니즘
- 이우정
- 이태영
- 문동환
- 강만길
- 강원용
- 임수경
- 통일맞이
- 6·15공동선언실천 남측위원회